# اقتصاد ساسانی

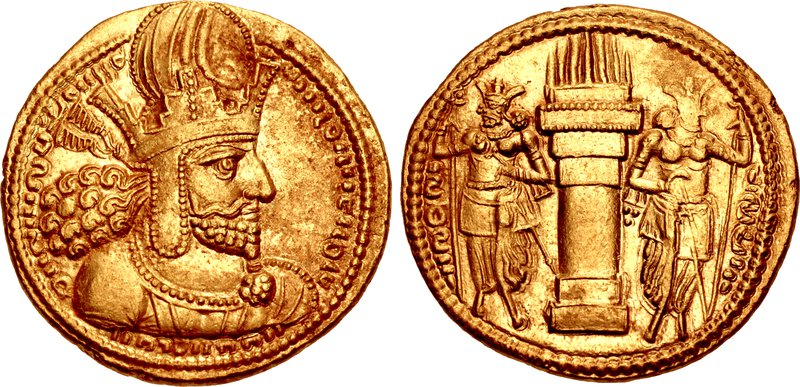
دینار شاپور یکم

جامعه ایرانی در دوران ساسانیان یک جامعه کشاورزی بود و به همین دلیل، اقتصاد ساسانی بر کشاورزی و زراعت متکی بود.
صادرات اصلی ساسانیان شامل ابریشم، منسوجات پشمی و طلایی، قالی‌ها و فرش‌ها، پوست و چرم و مرواریدهای خلیج فارس بود. همچنین کالاهایی از چین (کاغذ، ابریشم) و هند (ادویه‌جات) از مسیرهای تجاری عبور کرده و گمرک ساسانیان بر آن‌ها مالیات می‌بست و سپس این کالاها از امپراتوری به اروپا صادر می‌شدند.
به دلیل موقعیت جغرافیایی ویژه جهان ایرانی، ساسانیان توانستند مسیرهای دریایی را کنترل کنند و از این رو، در اواخر دوران باستان، مهم‌ترین بازیگر در تجارت بین‌المللی محسوب می‌شدند.  

## تجارت محلی
در اوایل دوره ساسانی، امپراتوری علاقه ی زیادی به ایجاد بندرها در سواحل خلیج فارس نشان داد. در کارنامه اردشیر بابکان (کتاب اعمال اردشیر پسر بابک)، یکی از این بندرها ذکر شده و "بُخت-اردشیر" نامیده شده است، که امروزه به بوشهر معروف است. این بندر برای ساسانیان اهمیت داشت زیرا کازرون را به مرکز پارس، یعنی شیراز امروزی متصل می‌کرد. در دوران ساسانی، بنادر دیگری نیز در سواحل ایرانی خلیج فارس وجود داشتند، مانند سیراف، هرمز، کوجاران-اردشیر و غیره. به گفته آمیانوس مارسلینوس: «در تمام طول ساحل [خلیج فارس] ازدحامی از شهرها و روستاها دیده می‌شود و کشتی‌های بسیاری در رفت‌وآمد هستند.»

## تجارت بین‌المللی

### رقابت با امپراتوری روم
می‌دانیم که در قرن ششم، ساسانیان نه‌تنها به کنترل دریای عرب و البته آب‌های داخلی خود، یعنی خلیج فارس، تمایل داشتند، بلکه نگاه خود را به شرق نیز معطوف کرده بودند. این امر باعث درگیری ایرانیان با رومیان شد. ابریشم در دنیای باستان کالایی مهم بود و رومیان خواهان آن بودند. با توجه به اینکه مسیرهای دریایی تحت کنترل ایرانیان بود، رومیان مجبور شدند از حبشیان کمک بگیرند. اما این نقشه شکست خورد و احتمالاً منجر به جنگ‌های حبشی-ساسانی شد که در پایان آن، یمن به خراج‌گذار ایران تبدیل شد.
پروکوپیوس ذکر می‌کند که ژوستینین سفیری به آکسوم فرستاد و از حبشیان درخواست کرد: «که آن‌ها ابریشم را از هندیان بخرند و به رومیان بفروشند، در نتیجه سود زیادی خواهند برد، در حالی که تنها این سود را به رومیان خواهند رساند، زیرا آن‌ها [رومیان] دیگر مجبور نخواهند بود پول خود را به دشمنانشان [ایرانیان] بفرستند.» اما این نقشه موفق نشد، «زیرا حبشیان قادر به خرید ابریشم از هندیان نبودند، چرا که تاجران ایرانی در همان بندرهایی که نخستین کشتی‌های هندیان در آن پهلو می‌گرفتند حضور داشتند، زیرا کشورشان در همسایگی آن‌ها بود و همیشه کل محموله‌ها را خریداری می‌کردند.» با این حال، مشکل ابریشم رومیان با ورود کرم‌های ابریشم به امپراتوری روم حل شد.  

### تجارت با چین
همچنین اطلاعاتی درباره تجارت ساسانیان با چین در دست داریم. تجارت ایرانی-چینی از دو مسیر انجام می‌شد: از طریق جاده ابریشم و مسیرهای دریایی. سکه‌های ساسانی بسیاری در سواحل چین یافت شده‌اند.

## بازارها
فعالیت اقتصادی اصلی در شهرها توسط بازرگانان (پهلوی: wāzarganan) انجام می‌شد و در بازارها صورت می‌گرفت. در بازارهای دوره ساسانی، هر گروه از صنعتگران بخش خاص خود را داشت که در فارسی راسته نامیده می‌شد. این اطلاعات را از دینکرد داریم که درباره قوانینی که «مربوط به ترتیب دکان‌های بازار متعلق به صنعتگران مختلف» بود، سخن می‌گوید. (کتاب هشتم، فصل ۳۸) دینکرد همچنین فهرستی از حرفه‌هایی را که بخش خاصی از بازار را اشغال می‌کردند، ذکر می‌کند، مانند آهنگران (پهلوی: āhengar) و سلمانی‌ها (پهلوی: wars-wirāy).  
برای هر صنف صنعتگری (kirrog)، یک رئیس صنف (kirrogbed) وجود داشت و فعالیت‌ها و قیمت‌های بازار توسط سرپرست بازار، که در پهلوی wāzārbed نامیده می‌شد، نظارت می‌شد. این عنوان (wāzārbed) در کتیبه‌های شاپور یکم نیز ذکر شده است.

## بازرگانان
در حالی که بازرگانان ساسانی تا چین نیز حضور داشتند، دیدگاه زرتشتی درباره آن‌ها چندان مثبت نبود. مینوی خرد (روح خرد)، یکی از مهم‌ترین کتاب‌های زرتشتی، درباره بازرگانان بسیار منفی سخن گفته است.

## مستعمرات ایرانی در جنوب و شرق آسیا
ما همچنین اطلاعاتی درباره ایجاد مستعمرات و بنادر ساسانی تا شرق آسیا داریم. یک مستعمره ساسانی در مالزی وجود داشت که از بازرگانان تشکیل شده بود. ساسانیان برای گسترش تجارت خود، بندرهایی در مکان‌هایی مانند مسقط و صحار ساختند. حتی درباره مستعمرات ساسانی در کیلوا در سواحل شرقی آفریقا نیز اطلاعاتی در دست است.
وجود مستعمرات ایرانی در چین نیز تأیید شده است، زیرا آتشکده‌های زرتشتی در منطقه چانگ‌آن در جنوب چین یافت شده‌اند.

## همچنین ببینید
- سکه‌شناسی ساسانی
- اقتصاد ایران
- اقتصاد روم
- اقتصاد بیزانس

## مطالعه بیشتر
- Canepa, Matthew; Daryaee, Touraj (2018). "Persia, economic history of".  In Nicholson, Oliver (ed.). The Oxford Dictionary of Late Antiquity. Oxford: Oxford University Press. ISBN 978-0-19-866277-8.